# Chatmohar
Chatmohar (en bengali : চাটমোহর) est une upazila du Bangladesh dans le district de Pabna. En 2011, on y dénombrait 291 121 habitants.